# Borowina (Piątkowiec)
Borowina – część wsi Piątkowiec w Polsce, położona w województwie podkarpackim, w powiecie mieleckim, w gminie Wadowice Górne.
W latach 1975–1998 Borowina należała administracyjnie do województwa tarnowskiego.